# Бур-Сафага

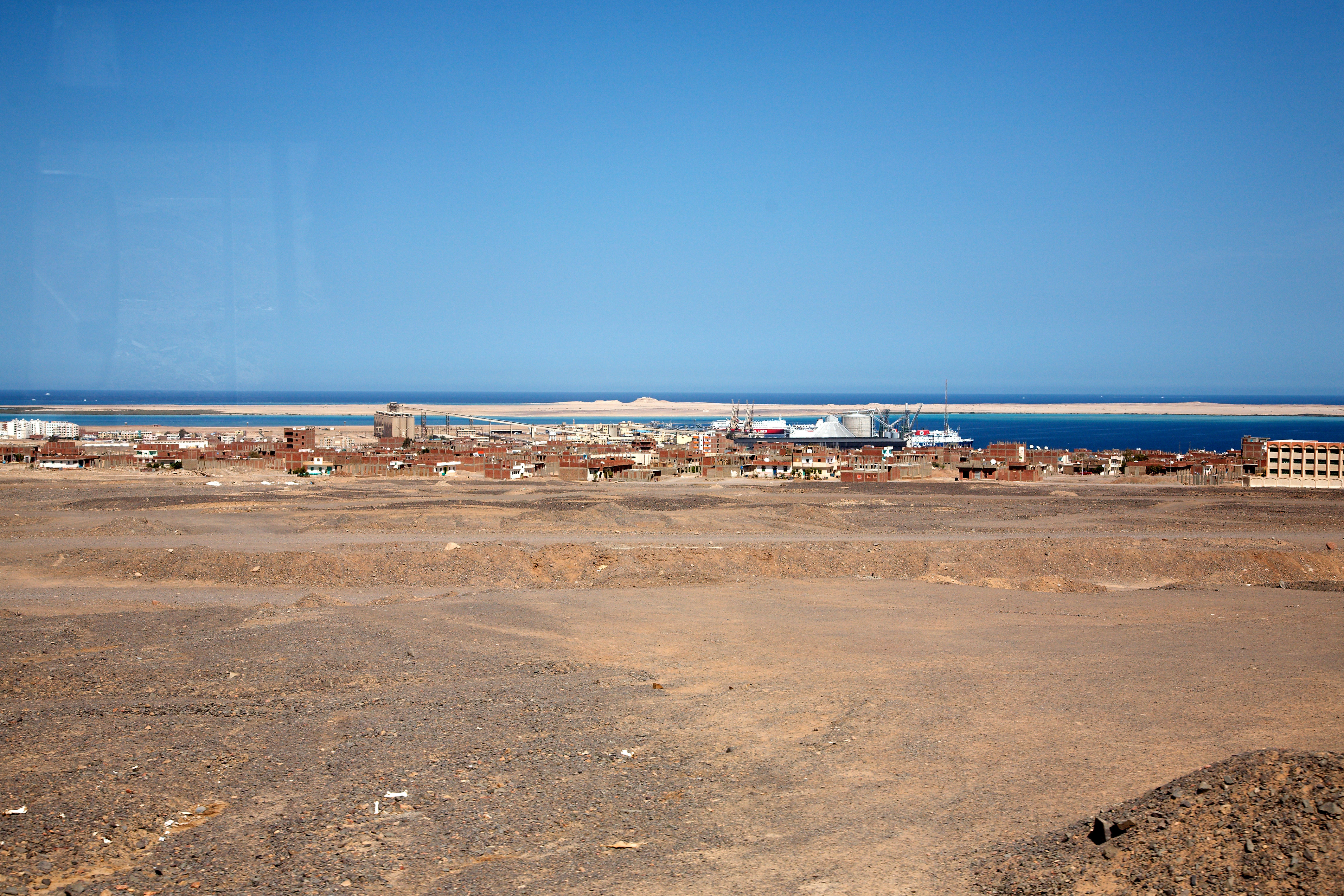
Панорама Бур-Сафаги

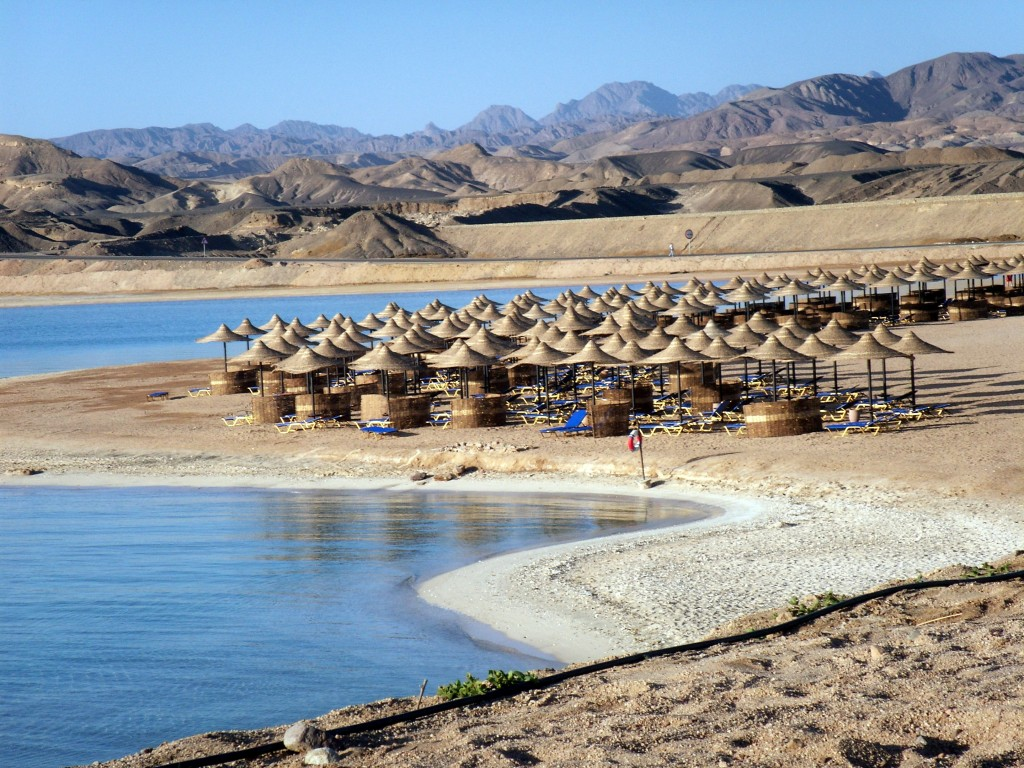
32 км южнее Бур-Сафаги, бухта Калави

Бур-Сафа́га, Сафа́га, Порт-Сафага (араб. سفاجا‎) — небольшой курортный город в губернаторстве Красное Море, Египет. Находится в 53 км к югу от Хургады.
Уже много лет Бур-Сафага является важным торговым портом. Бур-Сафага является также пассажирским портом, в котором налажено регулярное сообщение круизных рейсов с Иорданией и Саудовской Аравией. Помимо порта, имеется район туристических гостиниц, бунгало и домов отдыха. Поскольку рядом расположено несколько месторождений фосфатов, Сафага является центром по экспорту фосфатов. Асфальтовое шоссе протяжённостью 164 км соединяет Сафагу с Кеной, расположенной в долине Нила.
Бур-Сафага считается одним из важнейших бальнеологических центров страны. Чистейший морской песок обладает целебными свойствами, излечивающими от заболеваний опорно-двигательной системы, кожи, в том числе — псориаза.
Бур-Сафага особенно популярна среди любителей кайтсёрфинга и виндсёрфинга; в 1993 здесь проходил чемпионат мира по виндсёрфингу. Кроме занятия водными видами спорта и посещения достопримечательностей, в Сафаге иногда проходят шумные ночные вечеринки на пляже, которые организуют дайверы и сёрферы. Бур-Сафага также может привлекать любителей рыбной ловли и гурманов, которые могут отведать редкостные морепродукты в многочисленных ресторанах города.
Напротив города находится необитаемый остров Сафага.

## Транспорт
До ближайшего аэропорта (Хургада) около 50 км.
Имеется крупный грузовой морской порт, пассажирский морской порт, откуда отправляются международные рейсы в Джидду и небольшой порт Дуба (для путешествий требуется виза Саудовской Аравии).
Бур-Сафага соединяется с остальным Египтом железной дорогой, которая пока используется только для грузового сообщения. Основной груз — добываемые поблизости фосфаты. Однако сейчас она не действует ввиду того, что часть рельсов демонтирована неизвестными злоумышленниками в январе 2014 года в период революционных действий
Рейсовые автобусы ходят в Хургаду и другие города Египта несколько раз в сутки.